# میرکو گوادالوپی
میرکو گوادالوپی (انگلیسی: Mirko Guadalupi؛ زادهٔ ۹ فوریهٔ ۱۹۸۷) بازیکن فوتبال اهل ایتالیا است.
از باشگاه‌هایی که در آن بازی کرده‌است می‌توان به باشگاه فوتبال پروجا و باشگاه فوتبال روبور سیه‌نا اشاره کرد.